# Johnny Murtagh

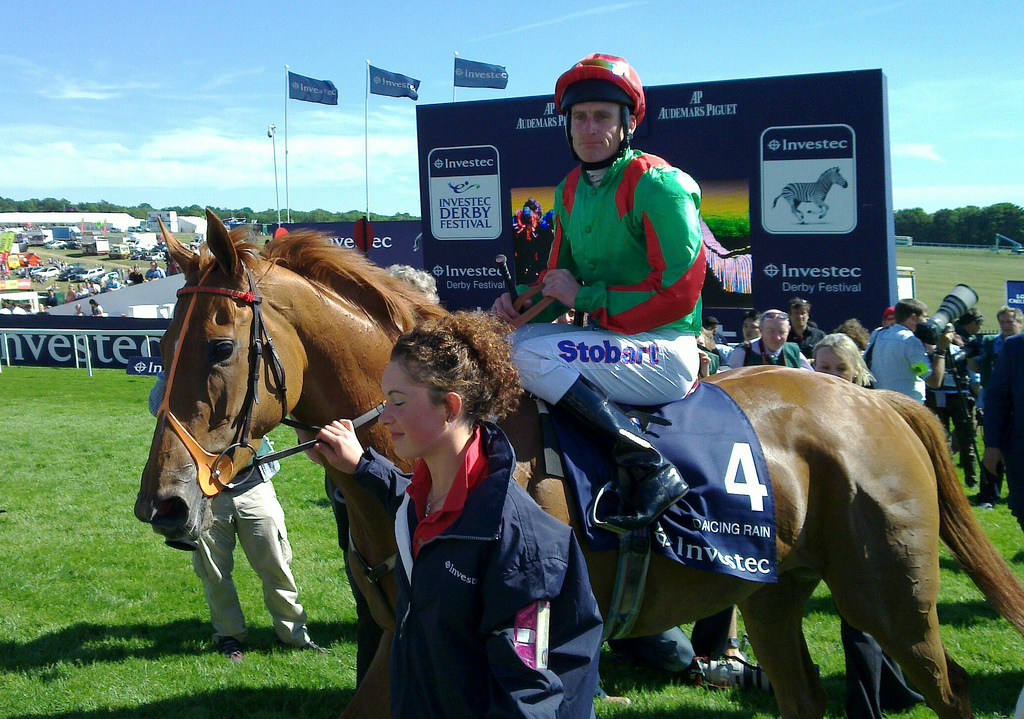
Johnny Murtagh

John-Patrick Murtagh, dit Johnny (né le 14 mai 1970 à Navan en Irlande) est un jockey irlandais.

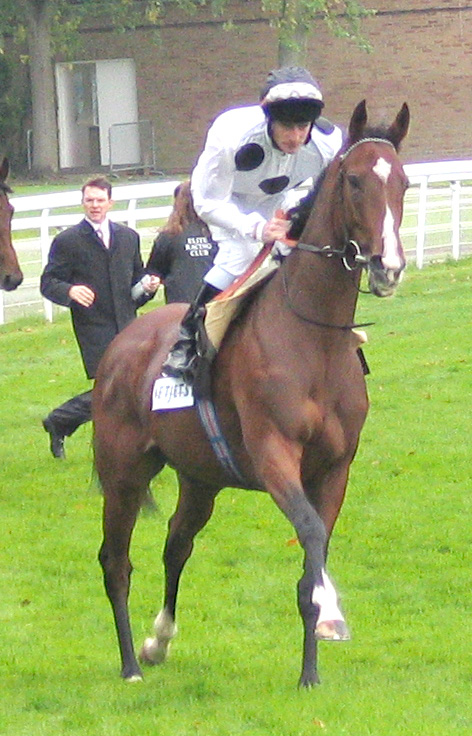
Johnny Murtagh avec Soviet Song

Il a monté notamment les chevaux de l'écurie Coolmore, entrainés par Aidan O'Brien, et de l'écurie Aga Khan. À l'issue de sa carrière de jockey, il s'est reconverti en 2014 comme entraîneur.

## Palmarès de jockey (courses de groupe 1)
Royaume-Uni
- Derby d'Epsom – 3 – Sinndar (2000), High Chaparral (2002), Motivator (2005)
- 2000 Guinées – 2 – Rock of Gibraltar (2002), Henrythenavigator (2008)
- Oaks – 1 – Dancing Rain (2011)
- King George VI and Queen Elizabeth Diamond Stakes – 4 – Alamshar (2003), Dylan Thomas (2007), Duke of Marmalade (2008), Novellist (2013)
- Ascot Gold Cup – 5 – Enzeli (1999), Royal Rebel (2001, 2002), Yeats (2008, 2009)
- St. James's Palace Stakes – 3 – Black Minnaloushe (2001), Henrythenavigator (2008), Mastercraftsman (2009)
- Champion Stakes – 1 – Kalanisi (2000)
- Coronation Cup – 2 – Soldier of Fortune (2008), Fame and Glory (2010)
- Coronation Stakes – 2 – Ridgewood Pearl (1995), Lillie Langtry (2010)
- Eclipse Stakes – 1 – Mount Nelson (2008)
- Falmouth Stakes – 3 – Soviet Song (2004, 2005), Simply Perfect (2007)
- Fillies' Mile – 1 – Listen (2007)
- Diamond Jubilee Stakes – 4 – Superior Premium (2000), Choisir (2003), Soldier's Tale (2007), Starspangledbanner (2010)
- International Stakes – 2 – Duke of Marmalade (2008), Rip Van Winkle (2010)
- July Cup – 2 – Frizzante (2004), Starspangledbanner (2010)
- King's Stand Stakes – 2 – Choisir (2003), Sole Power (2013)
- Middle Park Stakes – 1 – Bushranger (2008)
- Nassau Stakes – 2 – Peeping Fawn (2007), Halfway to Heaven (2008)
- Prince of Wales's Stakes – 1 – Duke of Marmalade (2008)
- Queen Anne Stakes – 2 – No Excuse Needed (2002), Haradasun (2008)
- Queen Elizabeth II Stakes – 1 – Rip Van Winkle (2009)
- Cheveley Park Stakes – 2 – Lightening Pearl (2011), Rosdhu Queen (2012)
- Racing Post Trophy – 2 – Dilshaan (2000), St Nicholas Abbey (2009)
- Sussex Stakes – 3 – Soviet Song (2004), Henrythenavigator (2008), Rip Van Winkle (2009)
- Yorkshire Oaks – 3 – Key Change (1996), Petrushka (2000), Peeping Fawn (2007)

 Irlande
- Irish Derby – 4 – Sinndar (2000), Alamshar (2003), Fame and Glory (2009), Cape Blanco (2010)
- Irish Oaks – 6 – Ebadiyla (1997), Winona (1998), Petrushka (2000), Peeping Fawn (2007), Moonstone (2008), Chicquita (2013)
- 2.000 Guinées Irlandaises – 3 – Black Minnaloushe (2001), Henrythenavigator (2008), Mastercraftsman (2009)
- 1.000 Guinées Irlandaises – 1 – Again (2009)
- St. Leger irlandais– 1 – Jukebox Jury (2011)
- Irish Champion Stakes – 1 – Timarida (1996)
- Matron Stakes – 2 – Timarida (1995), Soviet Song (2004)
- Moyglare Stud Stakes – 1 – Edabiya (1998)
- National Stakes – 3 – Manntari (1993), Sinndar (1999), Mastercraftsman (2008)
- Phoenix Stakes – 3 – Mastercraftsman (2008), Alfred Nobel (2009), Zoffany (2010)
- Pretty Polly Stakes – 2 – Takarouna (1993), Ambivalent (2013)
- Tattersalls Gold Cup – 3 – Notnowcato (2007), Duke of Marmalade (2008), Fame and Glory (2010)

 France
- Prix de l'Arc de Triomphe – 1 – Sinndar (2000)
- Prix de Diane – 1 – Valyra (2012)
- Critérium de Saint-Cloud – 1 – Fame and Glory (2008)
- Prix de l'Abbaye de Longchamp – 2 – Namid (2000), Total Gallery (2009)
- Prix du Cadran – 1 – Give Notice (2002)
- Prix Ganay – 1 – Duke of Marmalade (2008)
- Prix Morny – 1 – Bushranger (2008)
- Prix du Moulin de Longchamp – 1 – Ridgewood Pearl (1995)
- Prix de l'Opéra – 2 – Timarida (1995), Petrushka (2000)
- Prix Royal-Oak – 1 – Yeats (2008)
- Prix Vermeille – 1 – Mrs Lindsay (2007)
- Prix Marcel Boussac – 1 – Misty For Me (2010)
- Critérium International – 1 – Roderic O'Connor (2010)

 États-Unis
- Breeders' Cup Mile – 1 – Ridgewood Pearl (1995)
- Breeders' Cup Turf – 1 – Kalanisi (2000)
- Beverly D. Stakes – 1 – Timarida (1996)

 Allemagne
- Bayerisches Zuchtrennen – 2 – Timarida (1996), Greek Dance (2000)

 Hong Kong
- Hong Kong Vase – 1 – Daliapour (2000)

 Canada
- E.P. Taylor Stakes – 2 – Choc Ice (2001), Mrs Lindsay (2007)

## Palmarès d'entraîneur (courses de groupe 1)
Irlande
- Matron Stakes – 1 – Champers Elysees (2020)
- St. Leger irlandais– 1 – Sonnyboyliston (2021)